# Herman Hertzberger

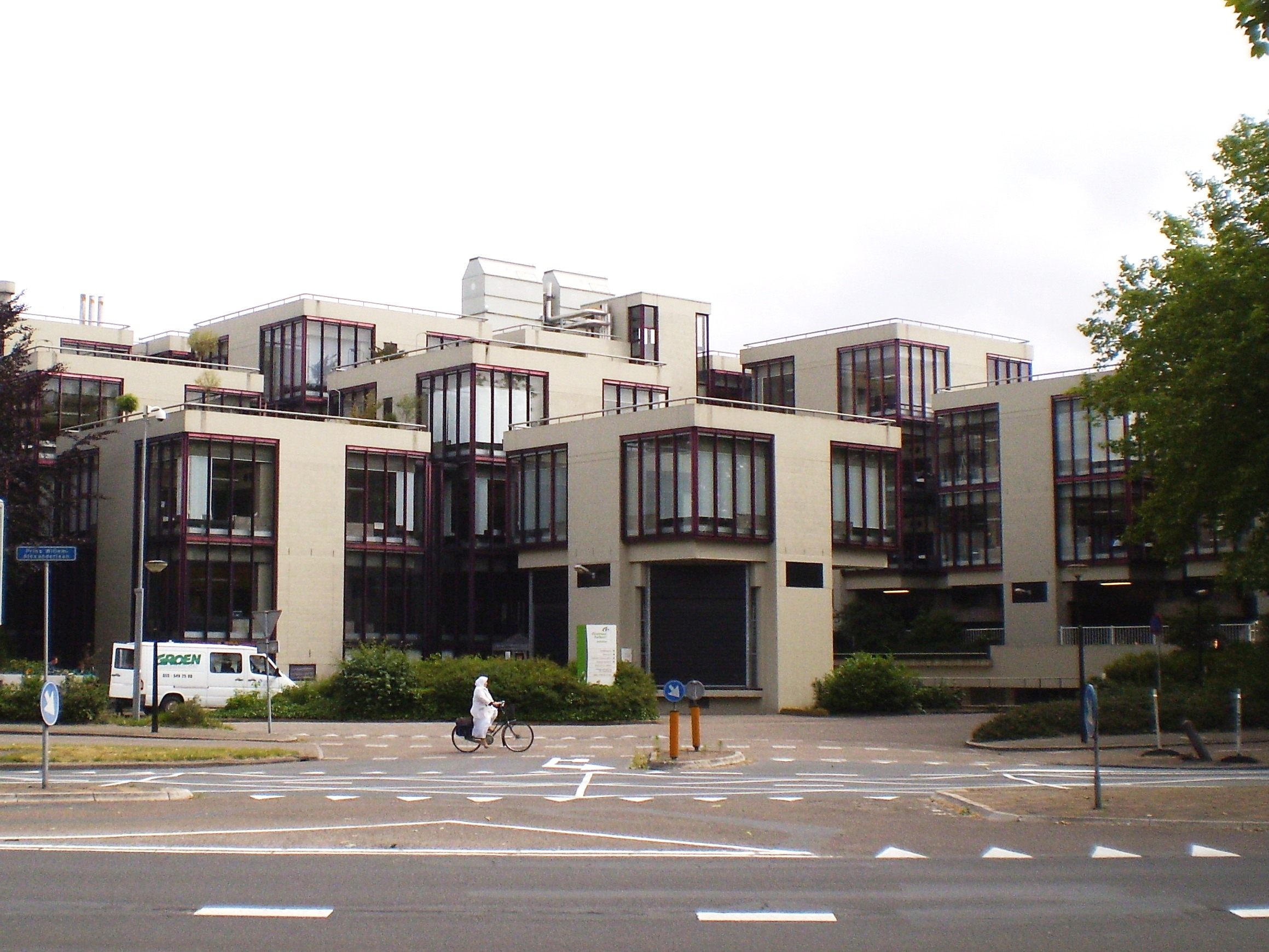
Edificio de oficinas de la empresa aseguradora Centraal Beheer en Apeldoorn.

Herman Hertzberger (Ámsterdam, 6 de julio de 1932) es un arquitecto holandés.

## Biografía
Herman Hertzberger nació el 6 de julio de 1932 en Ámsterdam, capital de los Países Bajos.

Estudió Arquitectura en la Universidad Técnica de Delft, completó sus estudios en el año 1958. Posteriormente regresó a esta universidad como profesor entre los años 1970 y 1999.

## Obras destacadas
- Escuela Montessori, Delft (1970)
- Diagoonwoningen, Delft (1971)
- Edificio de oficinas de Centraal Beheer, Apeldoorn (1972)
- Chassé Theater, Breda (1995)
- CODA Apeldoorn

## Galardones y reconocimientos
- Medalla de Oro del RIBA.[2]